# Eastport, Maine
Eastport är en ort i Washington County i delstaten Maine, USA.